# Радомска епархия
Радомската епархия (на полски: Diecezja radomska; на латински: Dioecesis Radomiensis) е административно-териториална единица на католическата църква в Полша, западен обред. Суфраганна епископия на Ченстоховската митрополия. Установена на 25 март 1992 година с булата „Totus Tuus Poloniae Populus“ на папа Йоан-Павел II. Заема площ от 8 000 км2 и има 861 085 верни. Седалище на епископа е град Радом.

## Деканати
В състава на епархията влизат двадесет и девет деканата.
| - Вежбицки деканат - Гловачовски деканат - Джевицки деканат - Жарновски деканат - Зволенски деканат - Илжецки деканат - Йедлински деканат - Коженицки деканат - Конецки деканат - Липски деканат | - Опочински деканат - Пшедборски деканат - Пшисуски деканат - Пшитуски деканат - Пьонковски деканат - Радом-Всхуд (деканат) - Радом-Захуд (деканат) - Радом-Полудне (деканат) - Радом-Пулноц (деканат) - Радом-Центрум (деканат) | - Радошицки деканат - Скаржицки деканат - Стараховице-Полудне (деканат) - Стараховице-Пулноц (деканат) - Томашовски деканат - Чарнецки деканат - Чарнолески деканат - Шененски деканат - Шидловецки деканат |